# Begraafplaats van Steenvoorde
De Begraafplaats van Steenvoorde is een gemeentelijke begraafplaats in de Franse stad Steenvoorde in het Noorderdepartement. De begraafplaats ligt 550 m ten oosten van het stadhuis, langs de weg naar Poperinge.

## Britse oorlogsgraven
Op de begraafplaats bevinden zich 7 geïdentificeerde Britse oorlogsgraven van gesneuvelden uit de Eerste Wereldoorlog. De grafzerken hebben een roodbruine kleur en wijken daardoor af van de gebruikelijk witte Portlandsteen die de Britse zerken kenmerken. De graven worden onderhouden door de Commonwealth War Graves Commission. In de CWGC-registers is de begraafplaats opgenomen als Steenvorde Communal Cemetery.